# G.U.Y.
G.U.Y. (Girl Under You) is een nummer van de Amerikaanse zangeres Lady Gaga. Het is de derde single van haar derde studioalbum, Artpop. Het nummer werd geschreven en geproduceerd door Lady Gaga en Zedd.

## Muziek
G.U.Y. Is een dancenummer met elementen van house en industrialmuziek. In het nummer bezingt Gaga haar liefde voor de Griekse god Eros. In de tekst heeft de term G.U.Y betrekking op de beminnende rol die Gaga voor Eros wil spelen. Het lied zit verder vol met (soms dubbelzinnige) seksuele verwijzingen.
De betekenis van de term G.U.Y. in de liedtekst wijkt af van de betekenis van de G.U.Y.'s die in de videoclip te zien zijn.

## Videoclip
De videoclip werd opgenomen in februari 2014 in en rond Hearst Castle. De volledige clip (de lange versie) duurt bijna twaalf minuten.
De clip begint met Gaga als engel die zwaar gewond is geraakt door een pijl. Ze wordt onder de voet gelopen door mannen in pak die kennelijk rijk zijn geworden ten koste van haar. Zwaar gewond weet ze haar paleis te bereiken  waar ze voor de deur in elkaar zakt. Ze wordt door haar aanbidders meegetrokken naar het enorme kasteel/villa waardoor ze half iets ziet van het zwembad. 
Later wordt ze in het zwembad tot leven gebracht.
Gaga gaat aan de slag en wekt Michael Jackson, Gandhi, John Lennon en Jezus Christus tot leven om vervolgens op basis van hun DNA een leger klonen te maken, de zogenaamde G.U.Y.'s.
Hierna gaat ze samen met een aantal dames naar het kantoor van de mensen die haar vertrapt hadden. Het gebouw binnenkomen blijkt niet moeilijk nadat ze de bewakers met geld hebben weten af te leiden. De zakenlui die haar eerst verslagen hadden worden nu met geweld vervangen door de G.U.Y.'s en hiermee worden de spiritualiteit, de ethiek en de creativiteit weer teruggebracht in het bedrijfsleven. Aan het eind van de clip is een heel leger van G.U.Y.'s te zien dat het paleis verlaat.
In de clip zijn de hoofdrolspelers uit de televisieserie The Real Housewives of Beverly Hills te zien. Ook is er een sculptuur van LEGOblokjes te zien van Nathan Sawaya en beelden gegenereerd met Minecraft.